# چن یینگ (بدمینتون‌باز)
چن یینگ (انگلیسی: Chen Ying؛ زادهٔ ۱ دسامبر ۱۹۷۱) بدمینتون‌باز زن اهل چین بود. وی در بازی‌های المپیک تابستانی ۱۹۹۶ شرکت کرده‌است.